# دیمیتریس پولیکاکوس
دیمیتریس پولیکاکوس (یونانی: Δημήτρης Πουλικάκος؛ زادهٔ ۲۱ ژانویهٔ ۱۹۴۳) بازیگر و خوانندهٔ راک اهل یونان است. وی از سال ۱۹۶۷ میلادی تاکنون مشغول فعالیت بوده‌است و تاکنون در بش از ۶۰ فیلم سینمایی ظاهر شده است. از فیلم‌هایی که وی در آن نقش داشته است می‌توان به گام معلق لک‌لک اشاره کرد.